# Margarita Nikolaeva
Margarita Nikolaeva (née le 23 septembre 1935 - 21 décembre 1993) est une gymnaste soviétique. Elle est double médaille d'or aux jeux olympiques de Rome en 1960